# Cine de Rumania

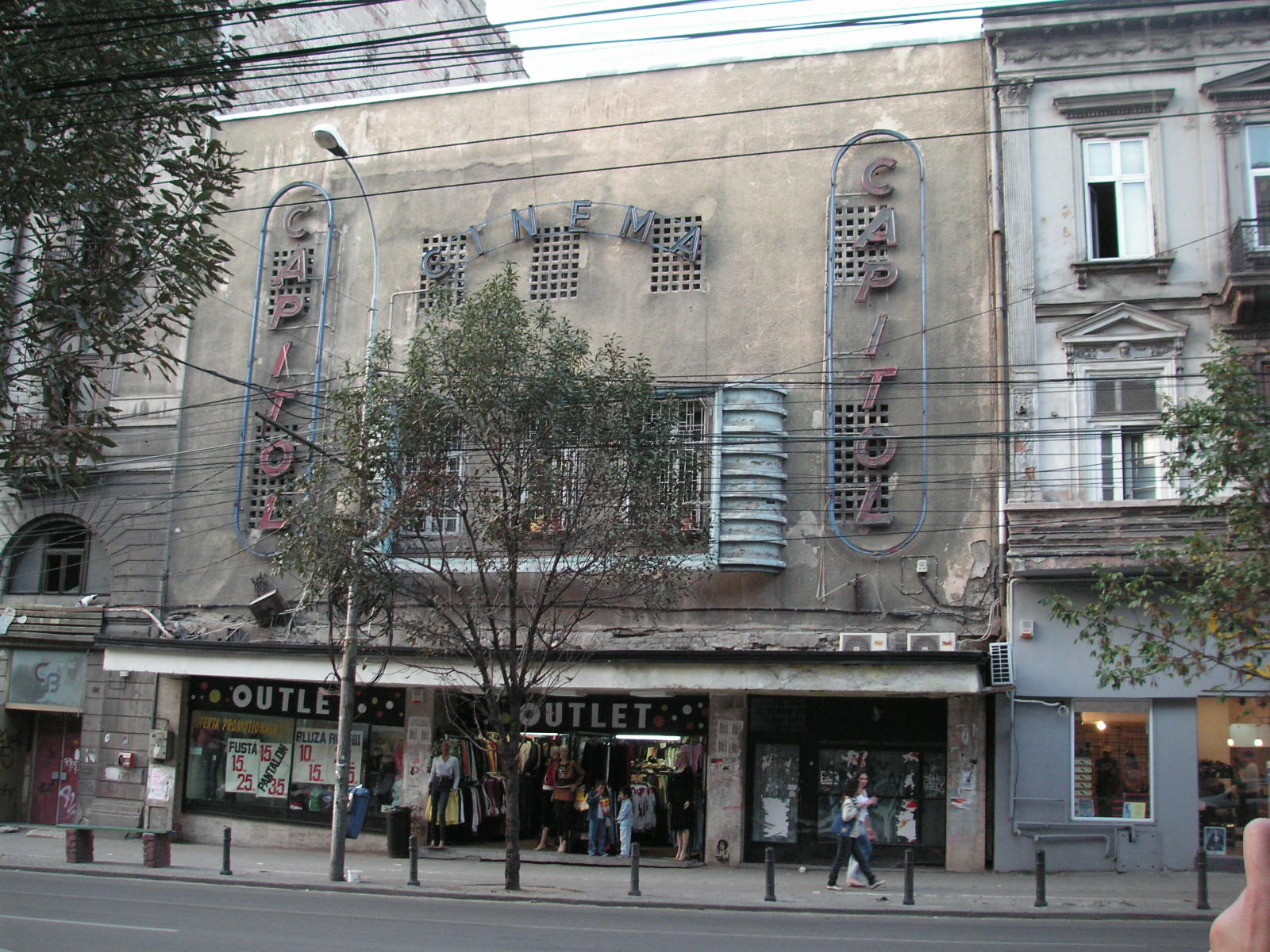
Cine en Bucarest, capital de Rumanía.

El cine de Rumania es el arte de hacer películas cinematográficas dentro de la nación de Rumania o de cineastas rumanos en el extranjero.
Como en gran parte de los comienzos del cine en el mundo, los estragos del tiempo han dejado su marca sobre las cintas rumanas de cine. Decenas de títulos han sido destruidos o perdidos y, de estas películas, sólo se mantienen recuerdos, artículos o fotografías publicados en los periódicos de la época. Desde 1965 la Arhiva Naţională de Filme (ANF, la Filmoteca Nacional) ha hecho grandes esfuerzos para reconstruir la historia oscura de los comienzos del cine rumano, en paralelo con la publicación de las memorias e investigaciones privadas realizadas por los grandes amantes del cine, como los críticos de cine Ion Cantacuzino y Tudor Caranfil, junto con los directores Jean Mihail y Jean Georgescu.
El cine rumano logró la fama en la década de 2000 con la aparición de películas como La muerte del señor Lazarescu, de Cristi Puiu (ganador del galardón Un Certain Regard en Cannes 2005) y 4 meses, 3 semanas y 2 días, dirigida por Cristian Mungiu (ganador de la Palme d'Or en Cannes 2007), todas ellas englobadas en el movimiento cinematográfico denominado Noul val românesc («Nueva ola rumana»). Este último filme, de acuerdo a Variety, es "una prueba más de la nueva prominencia de Rumanía en el mundo del cine".
En el año 2022, la película rumana Oameni de treabă recibió varios premios, en el Festival Internacional de Cine de Cottbus (Alemania) y en el Festival Internacional de Cine Francófono en Namur (Bélgica), donde la película también recibió el "Premio Especial del Jurado". La película recibió el Gran Premio "Golden Atlas" en el Festival Internacional de Cine de Arras (Francia), el Premio al Mejor Director en el Leskovački Internacionalni Festival Filmske Režije, Serbia (selección Wild Film) y el Premio Especial del Jurado en el Festival de Cine Francófono de Namur (Bélgica). Consiguiendo un gran renombre internacional.

## Estética del nuevo cine rumano
El nuevo cine rumano implica una nueva etapa en las prácticas cinematográficas del país, supuso la creación de una nueva generación de cineastas y una reforma en las técnicas artísticas y temáticas del cine nacional. A su vez, se produjo un éxito internacional que convirtió dicho cine en uno de los cines de arte más conocidos a nivel mundial. Los nuevos métodos de financiación del cine rumano permitían el apoyo a producciones cinematográficas de bajo presupuesto, lo que tuvo mucha importancia en el aspecto artístico de las películas, como el uso de tendencias minimalistas y realistas y la representación de un personaje similar al ciudadano rumano típico.
La estética del cine rumano parece esporádica y natural. Esta puede resumirse en la captación acciones en el momento en el que transcurren. Por lo general, se rige por el naturalismo y las historias deben de estar inspiradas en experiencias de la vida real, se crean narrativas propias de la vida y captadas al momento. De igual forma, hay una responsabilidad social mediante el planteamiento de problemas morales y políticos, se hace una búsqueda de los dilemas de la sociedad y no una mera crítica hacia esta. Durante la época comunista en Rumanía solo se podían realizar películas propias del realismo socialista, es decir, la única forma de hacer cine era el realismo aprobado por las autoridades que pretendían crear un arte con fines propagandísticos, por lo que la estética del realismo revolucionario era la base de dicho cine. No obstante, posteriormente, dicho cine fue criticado a modo de ironía por los directores de la nueva ola rumana. De la misma forma, el realismo socialista o realismo social utilizaba el cine como instrumento para el desarrollo de una conciencia social, donde se representaba la realidad política de la época.
Las películas estaban unidas por la idea común de la «búsqueda de la verdad», además, no tenían miedo a rememorar el pasado socialista y hacían uso de un estilo controvertido y de cine lento, centrando las narraciones en personajes mientras que los espacios y los diálogos eran limitados. Es la ideología común y las características de las películas lo que convierte el nuevo cine rumano en un movimiento centrado en un autor que ha roto con los clichés y con las corrientes principales del cine tradicional rumano. Por lo que este nuevo cine, teniendo en cuenta el pasado, es un reflejo de las luchas sociales cotidianas causadas por el socialismo.
El gran referente del cine rumano es Cristi Puiu, cuya forma de hacer cine es abarcando desde el realismo al naturalismo y del estilo documental al antropológico. Toma la narrativa como sucesos de la vida común, siempre en presente y describiendo la vida tal y como es, con personas imperfectas y sus problemas morales. A su vez, este estaba influenciado por los realistas franceses y por su labor de pintor, por lo que sus recursos estéticos derivan en el realismo artístico de las artes visuales clásicas. Asimismo, hace uso de escenarios simples acompañados por una puesta en escena minimalista. Esto hizo que incrementara la influencia de Puiu, la cual era tan grande en el cine contemporáneo que sus temas más empleados fueron desarrollados por los cineastas rumanos. Dichos temas mostraban historias simples y naturalistas, sobre todo hacía hincapié en relaciones entre padre e hijo.
El nuevo cine rumano hace frente a lo que se conocía por entonces como cine convencional rumano o el realismo socialista, el cual establecía al protagonista como héroe, lleno de orgullo, bueno y revolucionario. No obstante, se enfrentaba a problemas de la vida cotidiana.
Por lo general, los guiones buscan profundizar en un personaje o en historias que en un principio aparentan ser convencionales. También, esta tipología de películas implica un tratamiento del tiempo distinto al tratado en el cine convencional. Por lo tanto, el tratamiento del tiempo tiende a ser, aparentemente, más lento, pero este mantiene la lógica de la película.
Además de la conexión política que se abarca en este cine, el nuevo cine rumano personifica los patrones estéticos que tienen en común las películas, como el uso de la cámara fija y de la cámara en mano, con sus respectivas vibraciones de cámara y las tomas largas. También se rechaza el uso de música no diegética y, se tiene como referente, las técnicas del cine documental de modalidad observacional y el estilo lumínico del Dogma 95. A su vez, se hace uso de entornos urbanos, de una unidad de tiempo y espacio, y el uso de la ironía, el melodrama y el humor negro. El nuevo cine rumano hace una retrospección a la filosofía del cine, por esta razón este cine debe llamarse un movimiento neorrealista que deriva de la intención de los directores de capturar la realidad que se halla ante la cámara.
El realismo tiene dos enfoques básicos en el cine: el enfoque fotográfico y el enfoque imaginario. Se destaca del enfoque fotográfico la proyección de la realidad del autor, es decir, su realidad interior. A su vez, se continua el discurso hablando de un enfoque común en el cine, el cual está basado en la creencia de que la verdad es la capacidad de imitar la realidad, por lo que la fantasía parecería real. El otro enfoque representa la verdad natural, la verdad de la vida. Por lo que a modo conclusión se establece que un enfoque pretende engañar con ilusiones y el otro es una representación de un mundo con imperfecciones.
Del mismo modo, existe una tendencia «neo-neorrealista» que prevalece sobre el nuevo cine rumano, ya que, al igual que el neorrealismo italiano, las películas revelan condiciones sociales contemporáneas y trabajan con una forma narrativa basada en las técnicas estilísticas del documental.
Además de la realización de películas de bajo presupuesto, la actitud minimalista se deriva de la estética neorrealista que siguen los directores, los cuales tienen como objetivo tener en cuenta el estilo propagandístico del cine socialista rumano y capturar la realidad cotidiana que se halla en el lugar. Un ejemplo del nuevo cine rumano es 4 meses, 3 semanas y 2 días (2007) de Mungiu. El filme rige por la estética minimalista, con escasez de espacios y diálogos.